# Philotheria eurydice
Philotheria eurydice är en insektsart som beskrevs av Rauno E. Linnavuori 1973. Philotheria eurydice ingår i släktet Philotheria och familjen Dictyopharidae. Inga underarter finns listade i Catalogue of Life.